# Rondane

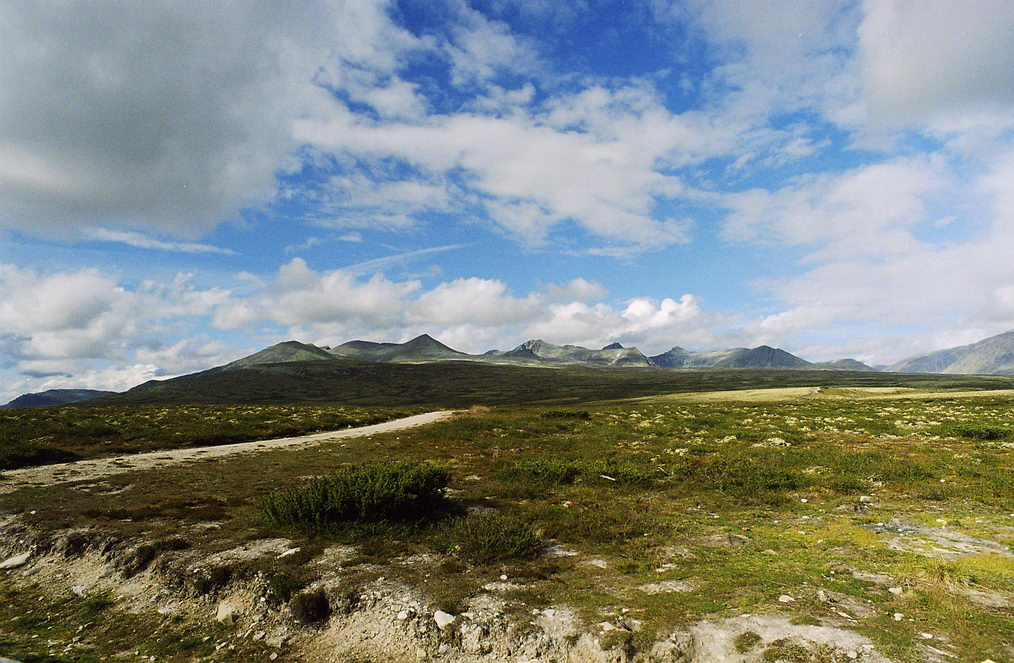
Rondane nationalpark

Rondane är ett bergsmassiv i Innlandet fylke i Norge, öster om Gudbrandsdalen. Högsta punkten Rondeslottet når 2 178 m ö.h.